# Medal of Honor: European Assault
Medal of Honor: European Assault je osmá počítačová hra ze série Medal of Honor. Byla vydána pro PlayStation 2, Xbox a GameCube v červnu 2005. Příběh hry napsal John Milius, scenárista filmu Apokalypsa. Hráč hraje za poručíka Williama Holta, pracovníka Úřadu strategických služeb, a sleduje jeho nasazení do spojeneckých sil ve Francií, v Severní Africe, Sovětském svazu a Belgii.
Hra byla původně označena jako Medal of Honor: Dogs of War. Tento název byl změněn na European Assault, aby lépe popisoval, že hra se odehrává především v evropském prostoru.
Ve hře je možné používat mnoho rozličných zbraní, např. M1 Garand, MP40, Thompson M1 a BAR 1918. Hra obsahuje celkem 11 misí.[zdroj?]
Oproti předchozím dílům byl přidán tzv. Adrenaline Mode. Aktivuje se zabitím velkého počtu nepřátel a poskytuje krátkodobou nesmrtelnost a neomezený počet střeliva (neplatí pro rakety[zdroj?]). Hra má 4 části: ST. NARAIZE, NORTH AFRICA, RUSSIA a BATTLE OF THE BULGE.
V systému PEGI je European Assault kvůli prvkům násilí hodnocen jako 12+.[zdroj?]